# Полманис, Ника
Ника Полманис (латыш. Nika Polmanis; 3 мая 1823 года, Вайде, Курляндская губерния — 1903, Новгородская губерния) — ливский музыкант, композитор, продюсер и исполнитель.

## Биография
Ника Полманис родился 3 мая 1823 года в семье ремесленников на хуторе Лажи (латыш. Lāžu sēta) в ливской деревне Вайде. С 1835 по 1840 год учился в Талскинской школе, а с 1835 по 1840 год — в Ирлавской учительском семинарии. После учебы работал учителем в Кошрагсе иКолке, а также служил псаломщиком в филиальной церкви Мазирбе в Колке. В 1846 году женился. В 1859 году был отстранён от должностей. В 1860-х годах при посредничестве Кришьяниса Валдемара приобрёл имение в Новгородской губернии.
Ника Полманис скончался в 1903 году в Новгородской губернии.
Известна только одна фотография Ника Полманиса. Полманис на фотографии со скрипкой и топором за поясом. По мнению Байбы Шувцане это может символизировать, что для баланса творческой жизни человека необходима как духовная работа, так и физическая работа.

## Творчество
Давал сведения о восточно-ливском диалекте языковеду Андрею Шёгрену и лингвисту Фердинанду Видеману, которые использовали их при составлении первой грамматики и словаря ливийского языка. Перевёл Евангелие от Матфея на восточно-ливский диалект.